# Venediger (Adelsgeschlecht)

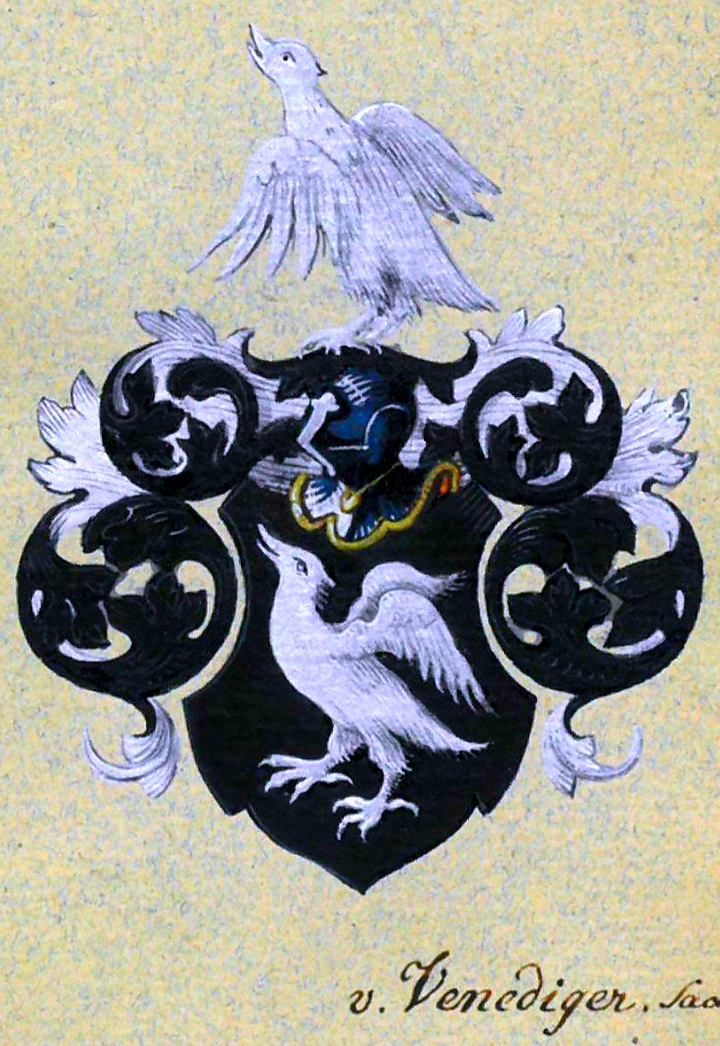
Wappen derer von Venediger

Venediger ist der Name eines Ostpreußischen Adelsgeschlechts, das sich auch nach Anhalt, Kursachsen, Livland sowie Böhmen ausbreiten konnte und um 1800 erloschen ist.
Das Geschlecht ist von den stamm- und wappenverschiedenen, 1564 nobilitierten oberschlesischen Venediger von Bunkay zu unterscheiden.

## Ausbreitung und Geschichte
Die Familie entlehnt ihren Namen dem preußischen Stammgut Venedien, im Kreis Mohrungen und beginnt seine Stammreihe um 1450 mit dem Ordens-Ritter und -Kämmerer zu Stuhm Thomas Venediger. Die preußische Linie konnte auch die Rittergüter Drachenstein und Posewangen im Kreis Rastenburg sowie Potteinen an sich bringen. Letzteres Haus wurde 1740 im Mannesstamm beschlossen, letzter der preußischen Linie war der Friedrich Alexander von Venediger († nach 1760), Kapitän im Infanterieregiment „von Grape“, schließlich preußischer Strandinspektionsbeamter. Über die genannten Güter hinaus bestand in Preußen weitläufiger weiterer Landbesitz.
Georg von Venediger erwarb im 17. Jahrhundert das kursächsische Gut Spören, das wie auch Nelben bis 1750 in Familienbesitz blieb. Das Gut Köckern war noch 1764 bei der Familie.
Um 1660 war ein Johann von Venediger im Fürstentum Anhalt begütert und nahm am Leichenbegräbnis von Fürst Johann Kasimir teil.
Wolf Heinrich von Venediger auf Drachenstein († 1706) ließ sich 1671 vom Großen Kurfürsten zur Aufnahme in die böhmische Ritterschaft seinen alten Adel bestätigen. Sein Sohn Thomas Georg von Venediger (1686–nach 1728), trat in russische Dienste. Die von ihm gestiftete livländische Linie ging jedoch nicht über die Generation seiner Kinder hinaus.

## Wappen

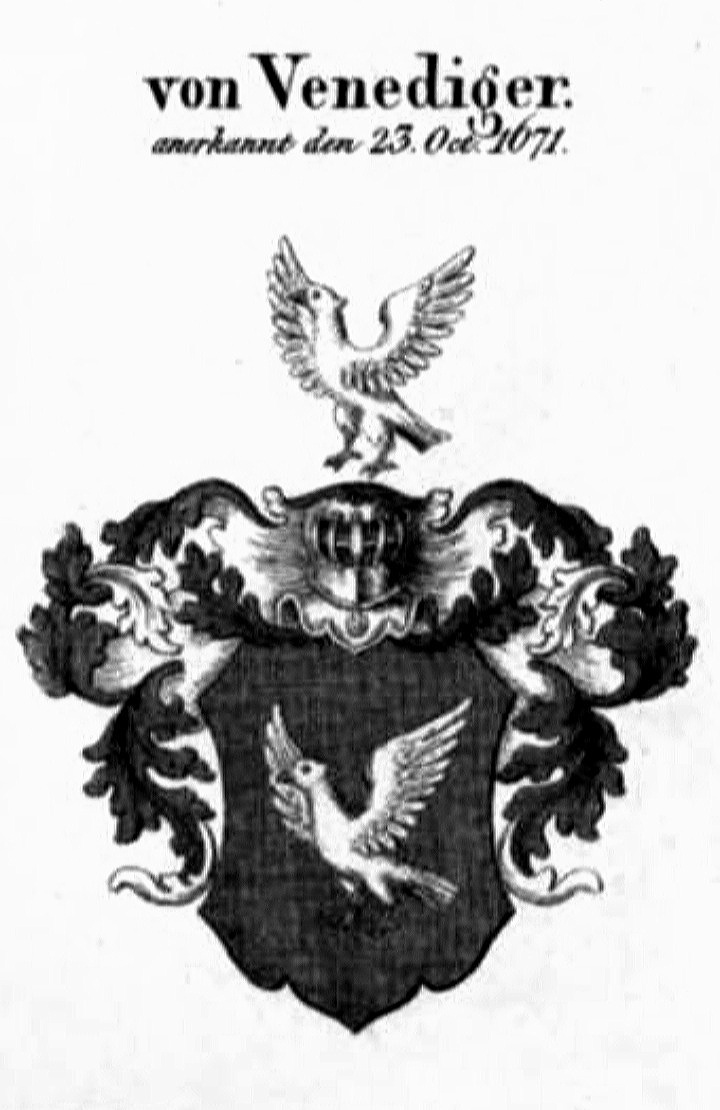
Wappen derer von Venediger

Das Wappen zeigt in Schwarz (teils auch in Rot) einen silberbewehrten Vogel (teils auch als Taube, teils auch mit ausgebreiteten Flügeln). Auf dem Helm mit schwarz–silbernen Decken der Vogel.

## Angehörige
- Georg von Venediger († 1574), Bischof von Pomesanien
- Wolf Heinrich von Venediger († 1706), kursächsischer Generalleutnant
- Thomas Georg von Venediger (1686–1732), russischer Generalmajor